# Saison 2019-2020 du Real Madrid
Maillots
Dernière mise à jour : 8 août 2020.
Chronologie
Saison précédente Saison suivante
La saison 2019-2020 du Real Madrid voit le club madrilène engagé dans 4 compétitions officielles : Liga Santander, Coupe du Roi, Ligue des Champions et Supercoupe d'Espagne.
Cette saison fait suite à la saison 2018-2019 qui a vu le Real Madrid remporter la Coupe du Monde des clubs de la FIFA. Cette saison est la 89e du club en Liga.

## Pré-saison et transferts
En juin 2018, le Real Madrid s’est offert le jeune Brésilien Rodrygo, acheté au Santos FC pour 45 millions d’euros. Cependant, étant mineur, il ne pouvait donc pas jouer avec l’équipe la saison passée. Il va donc rejoindre le club cette saison .
Le 14 mars 2019, Éder Militão, le défenseur central Brésilien du FC Porto rejoint le Real pour 50 millions d’euros et pour 6 saisons .
Le 4 juin, c’est l’attaquant Serbe de 21 ans Luka Jović qui s’engage avec le club madrilène jusqu’en 2025 pour un montant de 60 millions d’euros. En provenance de l’Eintracht Francfort .
Le 7 juin, c’est au tour du Belge Eden Hazard de rejoindre le Real Madrid, il restera lié au club jusqu’en juin 2024. Le club versera une somme avoisinant les 100 millions d’euros à Chelsea, son ancien club .
Le 12 juin, le Real Madrid annonce que le défenseur latéral gauche Français Ferland Mendy quitte l’Olympique Lyonnais et rejoint le club pour 48 millions d’euros , il s’engage jusqu’en 2025,.
Le 20 juin, Marcos Llorente est transféré à l’Atlético de Madrid pour un montant avoisinant les 40 millions d’euros .
Le 1er juillet, Mateo Kovačić, prêté à Chelsea la saison passée, s’engage définitivement avec le club londonien pour un montant de 50 millions d’euros .
Le 3 juillet, Raúl de Tomás est vendu au Benfica Lisbonne contre 20 millions d’euros .
Le 5 juillet, le Real Madrid annonce deux prêts, celui de Sergio Reguilón au Séville FC et celui de Martin Ødegaard à la Real Sociedad. Les 2 joueurs seront prêtés pour une saison chacun ,.
Le 6 juillet, le Français Théo Hernandez rejoint l'AC Milan pour une duree de 5 ans. Le Real touchera la somme de 20 millions d'euros .
Le 9 juillet, c'est un autre Français qui quitte le club. Luca Zidane part en prêt pour une saison au Racing de Santander .
Le 25 juillet, le Real annonce que Dani Ceballos est prêté pour une saison en Angleterre, à Arsenal FC .
Le 27 juillet, Jesús Vallejo est prêté jusqu’au 30 juin 2020 au Wolverhampton Wanderers .
Le 29 juillet, Borja Mayoral est prêté une saison de plus à Levante UD .
Le 13 août, le club annonce le prêt d'Andriy Lunin au Real Valladolid pour une saison .
Le 22 août, le jeune Japonais de 18 ans Takefusa Kubo est prêté pour une saison au RCD Majorque .
Le 2 septembre, le Real Madrid annonce que Keylor Navas est transféré au Paris Saint-Germain pour 4 saisons. Dans le même temps, Alphonse Areola fait le chemin inverse pour rejoindre le club sous forme de prêt d’un an (juin 2020) ,.

## Matchs amicaux et tournée
Le 21 juillet, le Real Madrid affronte le Bayern Munich lors de la 1re journée de l'International Champions Cup aux États-Unis.
Le 24 juillet, le Real Madrid affronte Arsenal lors de la 2e journée de l'International Champions Cup aux États-Unis.
Le 27 juillet, le Real Madrid affronte l'Atlético de Madrid lors de la 3e journée de l'International Champions Cup aux États-Unis.
Le 30 juillet, le Real Madrid affronte Tottenham Hotspur dans le cadre de la demi-finale de l'Audi Cup en Allemagne.
Le 31 juillet, le Real Madrid affronte le Fenerbahçe SK lors du match pour la 3e place de l'Audi Cup en Allemagne.
Le 7 août, le Real Madrid affronte le Red Bull Salzbourg lors d'un match amical en Autriche.
Le 11 août, le Real Madrid affronte l'AS Roma en match amical en Italie.

## Effectif professionnel

### Joueurs prêtés pour la saison 2019-2020
Le tableau suivant recense les joueurs en prêts pour la saison 2019-2020.
| Joueurs prêtés |      |                 |                   |                 |                         |  |
| \| P. \| Nat. \| Nom \| Date de naissance \| Sélection \| Club en prêt \| \| \| G \| \| Luca Zidane \| 13 mai 1998 (27 ans) \| France espoirs \| Racing de Santander \| \| \| G \| \| Andriy Lunin \| 11 février 1999 (26 ans) \| Ukraine \| Real Valladolid \| \| \| D \| \| Achraf Hakimi \| 4 novembre 1998 (26 ans) \| Maroc \| Borussia Dortmund \| \| \| D \| \| Sergio Reguilón \| 16 décembre 1996 (28 ans) \| Espagne espoirs \| Séville FC \| \| \| D \| \| Jesús Vallejo \| 5 janvier 1997 (28 ans) \| Espagne espoirs \| Wolverhampton Wanderers \| \| \| M \| \| Martin Ødegaard \| 17 décembre 1998 (26 ans) \| Norvège \| Real Sociedad \| \| \| M \| \| Dani Ceballos \| 7 août 1996 (28 ans) \| Espagne \| Arsenal FC \| \| \| M \| \| Takefusa Kubo \| 4 juin 2001 (24 ans) \| Japon \| RCD Majorque \| \| \| A \| \| Borja Mayoral \| 5 avril 1997 (28 ans) \| Espagne espoirs \| Levante UD \| \| |      |                 |                   |                 |                         |  |
| P. | Nat. | Nom             | Date de naissance | Sélection       | Club en prêt            |  |
| G |      | Luca Zidane     | 13 mai 1998       | France espoirs  | Racing de Santander     |  |
| G |      | Andriy Lunin    | 11 février 1999   | Ukraine         | Real Valladolid         |  |
| D |      | Achraf Hakimi   | 4 novembre 1998   | Maroc           | Borussia Dortmund       |  |
| D |      | Sergio Reguilón | 16 décembre 1996  | Espagne espoirs | Séville FC              |  |
| D |      | Jesús Vallejo   | 5 janvier 1997    | Espagne espoirs | Wolverhampton Wanderers |  |
| M |      | Martin Ødegaard | 17 décembre 1998  | Norvège         | Real Sociedad           |  |
| M |      | Dani Ceballos   | 7 août 1996       | Espagne         | Arsenal FC              |  |
| M |      | Takefusa Kubo   | 4 juin 2001       | Japon           | RCD Majorque            |  |
| A |      | Borja Mayoral   | 5 avril 1997      | Espagne espoirs | Levante UD              |  |

| P. | Nat. | Nom             | Date de naissance | Sélection       | Club en prêt            |  |
| G  |      | Luca Zidane     | 13 mai 1998       | France espoirs  | Racing de Santander     |  |
| G  |      | Andriy Lunin    | 11 février 1999   | Ukraine         | Real Valladolid         |  |
| D  |      | Achraf Hakimi   | 4 novembre 1998   | Maroc           | Borussia Dortmund       |  |
| D  |      | Sergio Reguilón | 16 décembre 1996  | Espagne espoirs | Séville FC              |  |
| D  |      | Jesús Vallejo   | 5 janvier 1997    | Espagne espoirs | Wolverhampton Wanderers |  |
| M  |      | Martin Ødegaard | 17 décembre 1998  | Norvège         | Real Sociedad           |  |
| M  |      | Dani Ceballos   | 7 août 1996       | Espagne         | Arsenal FC              |  |
| M  |      | Takefusa Kubo   | 4 juin 2001       | Japon           | RCD Majorque            |  |
| A  |      | Borja Mayoral   | 5 avril 1997      | Espagne espoirs | Levante UD              |  |

## Recrutement

### Arrivées
| Joueur          | Pays     | Âge | Poste             | Type de transfert | Durée        | Indemnité        | Période | Provenance                       |
| --------------- | -------- | --- | ----------------- | ----------------- | ------------ | ---------------- | ------- | -------------------------------- |
| Rodrygo         | Brésil   | 18  | Attaquant         | Transfert         | 6 ans (2025) | 45 millions d'€  |         | Santos FC (Série A)              |
| Éder Militão    | Brésil   | 21  | Défenseur         | Transfert         | 6 ans (2025) | 50 millions d'€  |         | FC Porto (Liga NOS)              |
| Luka Jović      | Serbie   | 21  | Attaquant         | Transfert         | 6 ans (2025) | 60 millions d'€  |         | Eintracht Francfort (Bundesliga) |
| Eden Hazard     | Belgique | 28  | Attaquant         | Transfert         | 5 ans (2024) | 100 millions d'€ |         | Chelsea FC (Premier League)      |
| Mateo Kovačić   | Croatie  | 25  | Milieu de terrain | Retour de prêt    | 2 ans (2021) | -                |         | Chelsea FC (Premier League)      |
| Théo Hernandez  | France   | 21  | Défenseur         | Retour de prêt    | 4 ans (2023) | -                |         | Real Sociedad (Liga Santander)   |
| Martin Ødegaard | Norvège  | 20  | Milieu de terrain | Retour de prêt    | -            | -                |         | Vitesse Arnhem (Eredevise)       |
| Raúl de Tomás   | Espagne  | 24  | Attaquant         | Retour de prêt    | 4 ans (2023) | -                |         | Rayo Vallecano (Liga Santander)  |
| Andriy Lunin    | Ukraine  | 20  | Gardien de but    | Retour de prêt    | 5 ans (2024) | -                |         | CD Leganés (Liga Santander)      |
| Borja Mayoral   | Espagne  | 22  | Attaquant         | Retour de prêt    | -            | -                |         | Levante UD (Liga Santander)      |
| James Rodríguez | Colombie | 27  | Milieu de terrain | Retour de prêt    | 1 an (2020)  | -                |         | Bayern Munich (Bundesliga)       |
| Ferland Mendy   | France   | 24  | Défenseur         | Transfert         | 6 ans (2025) | 48 millions d’€  |         | Olympique Lyonnais (Ligue 1)     |
| Takefusa Kubo   | Japon    | 18  | Milieu de terrain | Transfert         | 6 ans (2025) | 2 millions d’€   |         | FC Tokyo (J. League 1)           |
| Alphonse Areola | France   | 26  | Gardien de but    | Prêt              | 1 an (2020)  | -                |         | Paris Saint-Germain (Ligue 1)    |

### Départs
| Joueur          | Nationalité | Âge | Poste             | Type de transfert | Durée        | Indemnité       | Période | Destination                              |
| --------------- | ----------- | --- | ----------------- | ----------------- | ------------ | --------------- | ------- | ---------------------------------------- |
| Marcos Llorente | Espagne     | 24  | Milieu de terrain | Transfert         | 5 ans (2024) | 40 millions d'€ |         | Atlético de Madrid (Liga Santander)      |
| Mateo Kovačić   | Croatie     | 25  | Milieu de terrain | Transfert         | 5 ans (2024) | 50 millions d’€ |         | Chelsea FC (Premier League)              |
| Raúl de Tomás   | Espagne     | 24  | Attaquant         | Transfert         | 5 ans (2024) | 20 millions d’€ |         | SL Benfica (Liga NOS)                    |
| Sergio Reguilón | Espagne     | 22  | Défenseur         | Prêt              | 1 an (2020)  | -               |         | Séville FC (Liga Santander)              |
| Martin Ødegaard | Norvège     | 20  | Milieu de terrain | Prêt              | 1 an (2020)  | -               |         | Real Sociedad (Liga Santander)           |
| Théo Hernandez  | France      | 21  | Défenseur         | Transfert         | 5 ans (2024) | 20 millions d'€ |         | AC Milan (Serie A)                       |
| Luca Zidane     | France      | 21  | Gardien de but    | Prêt              | 1 an (2020)  | -               |         | Racing de Santander (Liga 123)           |
| Dani Ceballos   | Espagne     | 22  | Milieu de terrain | Prêt              | 1 an (2020)  | -               |         | Arsenal FC (Premier League)              |
| Jesús Vallejo   | Espagne     | 22  | Défenseur         | Prêt              | 1 an (2020)  | -               |         | Wolverhampton Wanderers (Premier League) |
| Borja Mayoral   | Espagne     | 22  | Attaquant         | Prêt              | 1 an (2020)  | -               |         | Levante UD (Liga Santander)              |
| Andriy Lunin    | Ukraine     | 20  | Gardien de but    | Prêt              | 1 an (2020)  | -               |         | Real Valladolid (Liga Santander)         |
| Takefusa Kubo   | Japon       | 18  | Milieu de terrain | Prêt              | 1 an (2020)  | -               |         | RCD Majorque (Liga Santander)            |
| Keylor Navas    | Costa Rica  | 32  | Gardien de but    | Transfert         | 4 ans (2023) | 15 millions d'€ |         | Paris Saint-Germain (Ligue 1)            |

## Les rencontres de la saison

### Matchs amicaux
| Date                        | Adversaire         | Division | Lieu                                         | Score        | Buteurs                                     |
| International Champions Cup |                    |          |                                              |              |                                             |
| 21 juillet 2019             | Bayern Munich      | D1       | NRG Stadium, Houston, États-Unis             | 1-3          | Rodrygo 84e (c.f)                           |
| 24 juillet 2019             | Arsenal FC         | D1       | FedEx Field, Landover, États-Unis            | 2-2 (3-2tab) | Bale 56e, Asensio 59e                       |
| 27 juillet 2019             | Atlético de Madrid | D1       | MetLife Stadium, East Rutherford, États-Unis | 3-7          | Nacho 59e, Benzema 85e (pen.), Javi 89e     |
| Audi Cup                    |                    |          |                                              |              |                                             |
| 30 juillet 2019             | Tottenham Hotspur  | D1       | Allianz Arena, Munich, Allemagne             | 0-1          |                                             |
| 31 juillet 2019             | Fenerbahçe SK      | D1       | Allianz Arena, Munich, Allemagne             | 5-3          | Benzema 12e 27e 53e, Nacho 62e, Mariano 79e |
| Matchs Amicaux              |                    |          |                                              |              |                                             |
| 7 août 2019                 | Red Bull Salzbourg | D1       | Red Bull Arena, Salzbourg, Autriche          | 0-1          | Hazard 19e                                  |
| 11 août 2019                | AS Roma            | D1       | Stadio Olimpico, Rome, Italie                | 2-2 (5-4tab) | Marcelo 16e, Casemiro 39e                   |

### Supercoupe d'Espagne
| Date       | Tour       | Adversaire         | Lieu                                         | Score        | Buteurs                         |
| ---------- | ---------- | ------------------ | -------------------------------------------- | ------------ | ------------------------------- |
| 08/01/2020 | 1/2 finale | Valence CF         | Stade Roi-Abdallah, Djeddah, Arabie saoudite | 1-3          | Kroos 15e, Isco 39e, Modrić 65e |
| 12/01/2020 | Finale     | Atlético de Madrid | Stade Roi-Abdallah, Djeddah, Arabie saoudite | 0-0 (4-1tab) |                                 |

Le 12 janvier 2020 le Real Madrid remporte la Supercoupe d'Espagne contre l'Atlético de Madrid.
| Supercoupe d'Espagne Vainqueur 2020 |
| ----------------------------------- |
| Real Madrid 11e Titre               |

### Coupe du Roi
| Date       | Tour            | Adversaire               | Lieu                                           | Score | Buteurs                                           |
| ---------- | --------------- | ------------------------ | ---------------------------------------------- | ----- | ------------------------------------------------- |
| 22/01/2020 | 1/16e de finale | Unionistas de Salamanque | Las Pistas de Salamanque, Villares de la Reina | 1-3   | Bale 18e, Góngora 62e (csc), Brahim 90+2e         |
| 28/01/2020 | 1/8e de finale  | Real Saragosse           | Stade de La Romareda, Saragosse                | 0-4   | Varane 6e, Vázquez 32e, Vinícius 72e, Benzema 79e |
| 06/02/2020 | 1/4 de finale   | Real Sociedad            | Santiago Bernabéu, Madrid                      | 3-4   | Marcelo 59e, Rodrygo 81e, Nacho 90+3e             |

Le 6 février 2020 le Real Madrid est éliminé en 1/4 de finale de la Coupe du Roi contre la Real Sociedad.

### Liga Santander
| Date       | J.  | Adversaire            | Lieu                                    | Score | Buteurs                                                                 |
| ---------- | --- | --------------------- | --------------------------------------- | ----- | ----------------------------------------------------------------------- |
| 17/08/2019 | 1re | Celta de Vigo         | Stade Balaídos, Vigo                    | 1-3   | Benzema 12e, Kroos 61e, Vázquez 80e                                     |
| 24/08/2019 | 2e  | Real Valladolid       | Santiago Bernabéu, Madrid               | 1-1   | Benzema 82e                                                             |
| 01/09/2019 | 3e  | Villarreal CF         | Stade de la Cerámica, Vila-real         | 2-2   | Bale 45+1e 86e                                                          |
| 14/09/2019 | 4e  | Levante UD            | Santiago Bernabéu, Madrid               | 3-2   | Benzema 25e 31e, Casemiro 40e                                           |
| 22/09/2019 | 5e  | Séville FC            | Stade Ramón-Sánchez-Pizjuán, Séville    | 0-1   | Benzema 64e                                                             |
| 25/09/2019 | 6e  | CA Osasuna            | Santiago Bernabéu, Madrid               | 2-0   | Vinícius 36e, Rodrygo 72e                                               |
| 28/09/2019 | 7e  | Atlético de Madrid    | Wanda Metropolitano, Madrid             | 0-0   |                                                                         |
| 05/10/2019 | 8e  | Grenade CF            | Santiago Bernabéu, Madrid               | 4-2   | Benzema 2e, Hazard 45+1e, Modrić 61e, James 90+2e                       |
| 19/10/2019 | 9e  | RCD Majorque          | Stade de Son Moix, Palma, Îles Baléares | 1-0   |                                                                         |
| 18/12/2019 | 10e | FC Barcelone          | Camp Nou, Barcelone                     | 0-0   |                                                                         |
| 30/10/2019 | 11e | CD Leganés            | Santiago Bernabéu, Madrid               | 5-0   | Rodrygo 7e, Kroos 8e, Ramos 24e (pen.), Benzema 68e (pen.), Jović 90+1e |
| 02/11/2019 | 12e | Real Betis            | Santiago Bernabéu, Madrid               | 0-0   |                                                                         |
| 09/11/2019 | 13e | SD Eibar              | Stade municipal d'Ipurua, Eibar         | 0-4   | Benzema 17e 29e (pen.), Ramos 20e (pen.), Valverde 61e                  |
| 23/11/2019 | 14e | Real Sociedad         | Santiago Bernabéu, Madrid               | 3-1   | Benzema 37e, Valverde 47e, Modrić 74e                                   |
| 30/11/2019 | 15e | Deportivo Alavés      | Stade de Mendizorroza, Vitoria-Gasteiz  | 1-2   | Ramos 52e, Carvajal 69e                                                 |
| 07/12/2019 | 16e | Espanyol de Barcelone | Santiago Bernabéu, Madrid               | 2-0   | Varane 37e, Benzema 79e                                                 |
| 15/12/2019 | 17e | Valence CF            | Stade de Mestalla, Valence              | 1-1   | Benzema 90+5e                                                           |
| 22/12/2019 | 18e | Athletic Bilbao       | Santiago Bernabéu, Madrid               | 0-0   |                                                                         |
| 04/01/2020 | 19e | Getafe CF             | Coliseum Alfonso Pérez, Getafe          | 0-3   | Varane 34e 53e, Modrić 90+6e                                            |
| 18/01/2020 | 20e | Séville FC            | Santiago Bernabéu, Madrid               | 2-1   | Casemiro 57e 69e                                                        |
| 26/01/2020 | 21e | Real Valladolid       | Stade José Zorilla, Valladolid          | 0-1   | Nacho 78e                                                               |
| 01/02/2020 | 22e | Atlético de Madrid    | Santiago Bernabéu, Madrid               | 1-0   | Benzema 56e                                                             |
| 09/02/2020 | 23e | CA Osasuna            | Stade El Sadar, Pampelune               | 1-4   | Isco 33e, Ramos 38e, Vázquez 84e, Jović 90+2e                           |
| 16/02/2020 | 24e | Celta de Vigo         | Santiago Bernabéu, Madrid               | 2-2   | Kroos 52e, Ramos 65e (pen.)                                             |
| 22/02/2020 | 25e | Levante UD            | Stade Ciutat de València, Valence       | 1-0   |                                                                         |
| 01/03/2020 | 26e | FC Barcelone          | Santiago Bernabéu, Madrid               | 2-0   | Vinícius 71e, Mariano 90+2e                                             |
| 08/03/2020 | 27e | Real Betis            | Stade Benito-Villamarín, Séville        | 2-1   | Benzema 45+3e (pen.)                                                    |
| 14/06/2020 | 28e | SD Eibar              | Stade Alfredo-Di-Stéfano, Madrid        | 3-1   | Kroos 4e, Ramos 30e, Marcelo 37e                                        |
| 18/06/2020 | 29e | Valence CF            | Stade Alfredo-Di-Stéfano, Madrid        | 3-0   | Benzema 61e 86e, Asensio 74e                                            |
| 21/06/2020 | 30e | Real Sociedad         | Stade d'Anoeta, Saint-Sébastien         | 1-2   | Ramos 50e (pen.), Benzema 70e                                           |
| 24/06/2020 | 31e | RCD Majorque          | Stade Alfredo-Di-Stéfano, Madrid        | 2-0   | Vinícius Júnior 19e, Ramos 56e (c.f)                                    |
| 28/06/2020 | 32e | Espanyol de Barcelone | RCDE Stadium, Barcelone                 | 0-1   | Casemiro 45e                                                            |
| 02/07/2020 | 33e | Getafe CF             | Stade Alfredo-Di-Stéfano, Madrid        | 1-0   | Ramos 79e (pen.)                                                        |
| 05/07/2020 | 34e | Athletic Bilbao       | San Mamés, Bilbao                       | 0-1   | Ramos 73e (pen.)                                                        |
| 10/07/2020 | 35e | Deportivo Alavés      | Stade Alfredo-Di-Stéfano, Madrid        | 2-0   | Benzema 11e (pen.), Asensio 50e                                         |
| 13/07/2020 | 36e | Grenade CF            | Nouveau stade de Los Cármenes, Grenade  | 1-2   | Mendy 10e, Benzema 16e                                                  |
| 16/07/2020 | 37e | Villarreal CF         | Stade Alfredo-Di-Stéfano, Madrid        | 2-1   | Benzema 29e 77e (pen.)                                                  |
| 19/07/2020 | 38e | CD Leganés            | Stade municipal de Butarque, Leganés    | 2-2   | Ramos 9e, Asensio 52e                                                   |

#### Classement
| Rang | Équipe             | Pts | J  | G  | N  | P  | Bp | Bc | Diff | Qualification ou relégation                                      |
| ---- | ------------------ | --- | -- | -- | -- | -- | -- | -- | ---- | ---------------------------------------------------------------- |
| 1    | Real Madrid S (C)  | 87  | 38 | 26 | 9  | 3  | 70 | 25 | +45  | Qualification pour la phase de groupes de la Ligue des champions |
| 2    | FC Barcelone T     | 82  | 38 | 25 | 7  | 6  | 86 | 38 | +48  | Qualification pour la phase de groupes de la Ligue des champions |
| 3    | Atlético de Madrid | 70  | 38 | 18 | 16 | 4  | 51 | 27 | +24  | Qualification pour la phase de groupes de la Ligue des champions |
| 4    | Séville FC         | 70  | 38 | 19 | 13 | 6  | 54 | 34 | +20  | Qualification pour la phase de groupes de la Ligue des champions |
| 5    | Villarreal CF      | 60  | 38 | 18 | 6  | 14 | 63 | 49 | +14  | Qualification pour la phase de groupes de la Ligue Europa        |

Le 16 juillet 2020 le Real Madrid est champion d'Espagne.
| Liga Santander Champion 2019-2020 |
| --------------------------------- |
| Real Madrid 34e Titre             |

### Ligue des champions de l'UEFA

#### Phase de Groupes
| Date       | J.  | Adversaire          | Lieu                            | Score | Buteurs                                                |
| ---------- | --- | ------------------- | ------------------------------- | ----- | ------------------------------------------------------ |
| 18/09/2019 | 1re | Paris Saint-Germain | Parc des Princes, Paris         | 3 -0  |                                                        |
| 01/10/2019 | 2e  | Club Bruges KV      | Santiago Bernabéu, Madrid       | 2-2   | Ramos 55e, Casemiro 85e                                |
| 22/10/2019 | 3e  | Galatasaray SK      | Türk Telekom Stadyumu, Istanbul | 0-1   | Kroos 18e                                              |
| 06/11/2019 | 4e  | Galatasaray SK      | Santiago Bernabéu, Madrid       | 6-0   | Rodrygo 4e 7e 90+2e, Ramos 14e (pen.), Benzema 45e 81e |
| 26/11/2019 | 5e  | Paris Saint-Germain | Santiago Bernabéu, Madrid       | 2-2   | Benzema 17e 79e                                        |
| 11/12/2019 | 6e  | Club Bruges KV      | Stade Jan-Breydel, Bruges       | 1-3   | Rodrygo 53e, Vinicíus 64e, Modrić 90+1e                |

#### Classement
| Rang | Équipe              | Pts | J | G | N | P | Bp | Bc | Diff |  | Résultats (▼ dom., ► ext.) |     |     |     |     |
| ---- | ------------------- | --- | - | - | - | - | -- | -- | ---- |  | -------------------------- | --- | --- | --- | --- |
| 1    | Paris Saint-Germain | 16  | 6 | 5 | 1 | 0 | 17 | 2  | +15  |  | Paris Saint-Germain        |     | 3-0 | 1-0 | 5-0 |
| 2    | Real Madrid         | 11  | 6 | 3 | 2 | 1 | 14 | 8  | +6   |  | Real Madrid                | 2-2 |     | 2-2 | 6-0 |
| 3    | Club Bruges         | 3   | 6 | 0 | 3 | 3 | 4  | 12 | -8   |  | Club Bruges                | 0-5 | 1-3 |     | 0-0 |
| 4    | Galatasaray SK      | 2   | 6 | 0 | 2 | 4 | 1  | 14 | -13  |  | Galatasaray SK             | 0-1 | 0-1 | 1-1 |     |

#### 1/8ede finale
| Date       | Tour   | Adversaire         | Lieu                                   | Score | Buteurs     |
| ---------- | ------ | ------------------ | -------------------------------------- | ----- | ----------- |
| 26/02/2020 | Aller  | Manchester City FC | Santiago Bernabéu, Madrid              | 1-2   | Isco 60e    |
| 07/08/2020 | Retour | Manchester City FC | City of Manchester Stadium, Manchester | 2-1   | Benzema 28e |

Le 8 août 2020 le Real Madrid est éliminé en 1/8e de finale de la Ligue des champions contre Manchester City.

## Statistiques

### Statistiques collectives
| Compétition          | Débute au tour   | Termine        | Matches joués | Gagnés | Nuls | Perdus | Buts pour | Buts contre | Différence |
| -------------------- | ---------------- | -------------- | ------------- | ------ | ---- | ------ | --------- | ----------- | ---------- |
| Liga Santander       | 1re Journée      | Champion       | 38            | 26     | 9    | 3      | 70        | 25          | +45        |
| Coupe du Roi         | 1/16 de finale   | 1/4 de finale  | 3             | 2      | 0    | 1      | 10        | 5           | +5         |
| Ligue des champions  | Phase de groupes | 1/8e de finale | 8             | 3      | 2    | 3      | 16        | 12          | +4         |
| Supercoupe d'Espagne | 1/2 finale       | Vainqueur      | 2             | 1      | 1    | 0      | 3         | 1           | +2         |
| Total                | Total            | Total          | 51            | 32     | 12   | 7      | 99        | 43          | +56        |

### Statistiques individuelles
(Mis à jour le 8 août 2020)
| Numéro | Nat. | Nom               | Liga Santander | Liga Santander | Liga Santander | Ligue des champions | Ligue des champions | Ligue des champions | Coupe du Roi | Coupe du Roi | Coupe du Roi   | Supercoupe d'Espagne | Supercoupe d'Espagne | Supercoupe d'Espagne | Total | Total       | Total          |
| Numéro | Nat. | Nom               | M.j.           | But inscrit    | Passe décisive | M.j.                | But inscrit         | Passe décisive      | M.j.         | But inscrit  | Passe décisive | M.j.                 | But inscrit          | Passe décisive       | M.j.  | But inscrit | Passe décisive |
| ------ | ---- | ----------------- | -------------- | -------------- | -------------- | ------------------- | ------------------- | ------------------- | ------------ | ------------ | -------------- | -------------------- | -------------------- | -------------------- | ----- | ----------- | -------------- |
| 1      |      | Alphonse Areola   | 4              | -5             | 0              | 2                   | -1                  | 0                   | 3            | -5           | 0              | 0                    | 0                    | 0                    | 9     | -11         | 0              |
| 2      |      | Daniel Carvajal   | 31             | 1              | 5              | 7                   | 0                   | 1                   | 2            | 0            | 1              | 2                    | 0                    | 0                    | 42    | 1           | 7              |
| 3      |      | Éder Militão      | 15             | 0              | 0              | 3                   | 0                   | 0                   | 2            | 0            | 0              | 0                    | 0                    | 0                    | 20    | 0           | 0              |
| 4      |      | Sergio Ramos      | 35             | 11             | 0              | 5                   | 2                   | 0                   | 2            | 0            | 0              | 2                    | 0                    | 0                    | 44    | 13          | 0              |
| 5      |      | Raphael Varane    | 32             | 3              | 1              | 8                   | 0                   | 0                   | 1            | 1            | 0              | 2                    | 0                    | 0                    | 43    | 4           | 1              |
| 6      |      | Nacho             | 6              | 1              | 0              | 1                   | 0                   | 0                   | 3            | 1            | 0              | 0                    | 0                    | 0                    | 10    | 2           | 0              |
| 7      |      | Eden Hazard       | 16             | 1              | 2              | 6                   | 0                   | 1                   | 0            | 0            | 0              | 0                    | 0                    | 0                    | 22    | 1           | 3              |
| 8      |      | Toni Kroos        | 35             | 4              | 5              | 6                   | 1                   | 1                   | 2            | 0            | 2              | 2                    | 1                    | 0                    | 45    | 6           | 8              |
| 9      |      | Karim Benzema     | 37             | 21             | 8              | 6                   | 5                   | 2                   | 3            | 1            | 1              | 0                    | 0                    | 0                    | 48    | 27          | 11             |
| 10     |      | Luka Modrić       | 31             | 3              | 7              | 6                   | 1                   | 0                   | 1            | 0            | 0              | 2                    | 1                    | 0                    | 40    | 5           | 7              |
| 11     |      | Gareth Bale       | 16             | 2              | 2              | 3                   | 0                   | 0                   | 1            | 1            | 0              | 0                    | 0                    | 0                    | 20    | 3           | 2              |
| 12     |      | Marcelo           | 15             | 1              | 2              | 4                   | 0                   | 3                   | 3            | 1            | 0              | 1                    | 0                    | 0                    | 23    | 2           | 5              |
| 13     |      | Thibaut Courtois  | 34             | -20            | 0              | 7                   | -11                 | 0                   | 0            | 0            | 0              | 2                    | -1                   | 0                    | 43    | -32         | 0              |
| 14     |      | Casemiro          | 35             | 4              | 3              | 8                   | 1                   | 2                   | 1            | 0            | 1              | 2                    | 0                    | 0                    | 46    | 5           | 6              |
| 15     |      | Federico Valverde | 32             | 2              | 5              | 6                   | 0                   | 0                   | 3            | 0            | 0              | 2                    | 0                    | 0                    | 43    | 2           | 5              |
| 16     |      | James Rodríguez   | 8              | 1              | 1              | 2                   | 0                   | 0                   | 3            | 0            | 1              | 1                    | 0                    | 0                    | 14    | 1           | 2              |
| 17     |      | Lucas Vázquez     | 18             | 2              | 1              | 3                   | 0                   | 0                   | 1            | 1            | 0              | 0                    | 0                    | 0                    | 22    | 3           | 1              |
| 18     |      | Luka Jović        | 17             | 2              | 1              | 5                   | 0                   | 0                   | 3            | 0            | 0              | 2                    | 0                    | 1                    | 27    | 2           | 2              |
| 19     |      | Alvaro Odriozola  | 4              | 0              | 1              | 1                   | 0                   | 1                   | 0            | 0            | 0              | 0                    | 0                    | 0                    | 5     | 0           | 2              |
| 20     |      | Marco Asensio     | 9              | 3              | 1              | 1                   | 0                   | 0                   | 0            | 0            | 0              | 0                    | 0                    | 0                    | 10    | 3           | 1              |
| 21     |      | Brahim Díaz       | 6              | 0              | 0              | 1                   | 0                   | 0                   | 2            | 1            | 1              | 0                    | 0                    | 0                    | 9     | 1           | 1              |
| 22     |      | Isco              | 23             | 1              | 0              | 4                   | 1                   | 0                   | 1            | 0            | 0              | 2                    | 1                    | 0                    | 30    | 3           | 0              |
| 23     |      | Ferland Mendy     | 25             | 1              | 3              | 5                   | 0                   | 0                   | 0            | 0            | 0              | 2                    | 0                    | 0                    | 32    | 1           | 3              |
| 24     |      | Mariano Díaz      | 5              | 1              | 0              | 0                   | 0                   | 0                   | 0            | 0            | 0              | 2                    | 0                    | 0                    | 7     | 1           | 0              |
| 25     |      | Vinícius Júnior   | 28             | 3              | 1              | 5                   | 1                   | 1                   | 3            | 1            | 1              | 1                    | 0                    | 0                    | 37    | 5           | 3              |
| 27     |      | Rodrygo           | 20             | 2              | 0              | 5                   | 4                   | 3                   | 1            | 1            | 0              | 1                    | 0                    | 0                    | 27    | 6           | 3              |

### Discipline
| Numéro | Nom               | Liga Santander | Liga Santander | Liga Santander | Ligue des champions | Ligue des champions | Ligue des champions | Coupe du Roi | Coupe du Roi | Coupe du Roi | Supercoupe d'Espagne | Supercoupe d'Espagne | Supercoupe d'Espagne | Total  | Total | Total        |
| Numéro | Nom               | Averti         |                | Carton rouge   | Averti              |                     | Carton rouge        | Averti       |              | Carton rouge | Averti               |                      | Carton rouge         | Averti |       | Carton rouge |
| ------ | ----------------- | -------------- | -------------- | -------------- | ------------------- | ------------------- | ------------------- | ------------ | ------------ | ------------ | -------------------- | -------------------- | -------------------- | ------ | ----- | ------------ |
| 14     | Casemiro          | 11             | 0              | 0              | 1                   | 0                   | 0                   | 0            | 0            | 0            | 1                    | 0                    | 0                    | 13     | 0     | 0            |
| 2      | Daniel Carvajal   | 10             | 0              | 0              | 1                   | 0                   | 0                   | 0            | 0            | 0            | 1                    | 0                    | 0                    | 12     | 0     | 0            |
| 10     | Luka Modrić       | 7              | 0              | 1              | 3                   | 0                   | 0                   | 0            | 0            | 0            | 1                    | 0                    | 0                    | 11     | 0     | 1            |
| 4      | Sergio Ramos      | 10             | 0              | 0              | 0                   | 0                   | 1                   | 0            | 0            | 0            | 0                    | 0                    | 0                    | 10     | 0     | 1            |
| 23     | Ferland Mendy     | 6              | 1              | 0              | 0                   | 0                   | 0                   | 0            | 0            | 0            | 1                    | 0                    | 0                    | 7      | 1     | 0            |
| 28     | Vinícius Júnior   | 4              | 0              | 0              | 1                   | 0                   | 0                   | 1            | 0            | 0            | 0                    | 0                    | 0                    | 6      | 0     | 0            |
| 15     | Federico Valverde | 1              | 0              | 0              | 2                   | 0                   | 0                   | 0            | 0            | 0            | 1                    | 0                    | 1                    | 4      | 0     | 1            |
| 3      | Éder Militão      | 3              | 0              | 0              | 0                   | 0                   | 0                   | 1            | 0            | 0            | 0                    | 0                    | 0                    | 4      | 0     | 0            |
| 6      | Nacho             | 3              | 0              | 0              | 0                   | 0                   | 0                   | 0            | 0            | 0            | 0                    | 0                    | 0                    | 3      | 0     | 0            |
| 5      | Raphael Varane    | 2              | 0              | 0              | 1                   | 0                   | 0                   | 0            | 0            | 0            | 0                    | 0                    | 0                    | 3      | 0     | 0            |
| 8      | Toni Kroos        | 2              | 0              | 0              | 1                   | 0                   | 0                   | 0            | 0            | 0            | 0                    | 0                    | 0                    | 3      | 0     | 0            |
| 11     | Gareth Bale       | 2              | 0              | 1              | 0                   | 0                   | 0                   | 0            | 0            | 0            | 0                    | 0                    | 0                    | 2      | 0     | 1            |
| 18     | Luka Jović        | 2              | 0              | 0              | 0                   | 0                   | 0                   | 0            | 0            | 0            | 0                    | 0                    | 0                    | 2      | 0     | 0            |
| 12     | Marcelo           | 2              | 0              | 0              | 0                   | 0                   | 0                   | 0            | 0            | 0            | 0                    | 0                    | 0                    | 2      | 0     | 0            |
| 13     | Thibaut Courtois  | 1              | 0              | 0              | 1                   | 0                   | 0                   | 0            | 0            | 0            | 0                    | 0                    | 0                    | 2      | 0     | 0            |
| 22     | Isco              | 2              | 0              | 0              | 0                   | 0                   | 0                   | 0            | 0            | 0            | 0                    | 0                    | 0                    | 2      | 0     | 0            |
| 19     | Alvaro Odriozola  | 1              | 1              | 0              | 0                   | 0                   | 0                   | 0            | 0            | 0            | 0                    | 0                    | 0                    | 1      | 1     | 0            |
| 17     | Lucas Vázquez     | 1              | 0              | 0              | 0                   | 0                   | 0                   | 0            | 0            | 0            | 0                    | 0                    | 0                    | 1      | 0     | 0            |
| 7      | Eden Hazard       | 0              | 0              | 0              | 1                   | 0                   | 0                   | 0            | 0            | 0            | 0                    | 0                    | 0                    | 1      | 0     | 0            |
| 1      | Alphonse Areola   | 1              | 0              | 0              | 0                   | 0                   | 0                   | 0            | 0            | 0            | 0                    | 0                    | 0                    | 1      | 0     | 0            |
| 16     | James Rodríguez   | 1              | 0              | 0              | 0                   | 0                   | 0                   | 0            | 0            | 0            | 0                    | 0                    | 0                    | 1      | 0     | 0            |
| 24     | Mariano Díaz      | 1              | 0              | 0              | 0                   | 0                   | 0                   | 0            | 0            | 0            | 0                    | 0                    | 0                    | 1      | 0     | 0            |
| 21     | Brahim Díaz       | 1              | 0              | 0              | 0                   | 0                   | 0                   | 0            | 0            | 0            | 0                    | 0                    | 0                    | 1      | 0     | 0            |

### Buteurs (toutes compétitions)
(Mis à jour le après le match Manchester City 2-1 Real Madrid, le 8 août 2020)
| Rang                | Joueur              | Liga Santander | Coupe du Roi | Ligue des Champions | Supercoupe d'Espagne | Total |
| ------------------- | ------------------- | -------------- | ------------ | ------------------- | -------------------- | ----- |
| 1                   | Karim Benzema       | 21             | 1            | 5                   | 0                    | 27    |
| 2                   | Sergio Ramos        | 11             | 0            | 2                   | 0                    | 13    |
| 3                   | Rodrygo             | 2              | 1            | 4                   | 0                    | 7     |
| 4                   | Toni Kroos          | 4              | 0            | 1                   | 1                    | 6     |
| 5                   | Luka Modrić         | 3              | 0            | 1                   | 1                    | 5     |
| 5                   | Vinícius Júnior     | 3              | 1            | 1                   | 0                    | 5     |
| 5                   | Casemiro            | 4              | 0            | 1                   | 0                    | 5     |
| 6                   | Raphael Varane      | 3              | 1            | 0                   | 0                    | 4     |
| 7                   | Gareth Bale         | 2              | 1            | 0                   | 0                    | 3     |
| 7                   | Lucas Vázquez       | 2              | 1            | 0                   | 0                    | 3     |
| 7                   | Isco                | 1              | 0            | 1                   | 1                    | 3     |
| 7                   | Marco Asensio       | 3              | 0            | 0                   | 0                    | 3     |
| 8                   | Federico Valverde   | 2              | 0            | 0                   | 0                    | 2     |
| 8                   | Nacho               | 1              | 1            | 0                   | 0                    | 2     |
| 8                   | Luka Jović          | 2              | 0            | 0                   | 0                    | 2     |
| 8                   | Marcelo             | 1              | 1            | 0                   | 0                    | 2     |
| 9                   | Eden Hazard         | 1              | 0            | 0                   | 0                    | 1     |
| 9                   | James Rodríguez     | 1              | 0            | 0                   | 0                    | 1     |
| 9                   | Daniel Carvajal     | 1              | 0            | 0                   | 0                    | 1     |
| 9                   | Brahim Díaz         | 0              | 1            | 0                   | 0                    | 1     |
| 9                   | Mariano Díaz        | 1              | 0            | 0                   | 0                    | 1     |
| 9                   | Ferland Mendy       | 1              | 0            | 0                   | 0                    | 1     |
| But contre son camp | But contre son camp | 0              | 1            | 0                   | 0                    | 0     |
| Total               | Total               | 70             | 10           | 16                  | 3                    | 99    |

(Les chiffres ci-dessus ne sont valables que pour les matchs officiels)
- Récapitulatif des buteurs madrilènes lors des matchs amicaux de la saison 2019-2020 :
  - 3 buts : Benzema
  - 2 buts : Nacho
  - 1 but : Rodrygo, Asensio, Bale, Javi Hernández, Mariano, Hazard, Marcelo, Casemiro

### Passeurs décisifs (toutes compétitions)
| Rang | Joueur            | Liga Santander | Coupe du Roi | Ligue des Champions | Supercoupe d'Espagne | Total |
| ---- | ----------------- | -------------- | ------------ | ------------------- | -------------------- | ----- |
| 1    | Karim Benzema     | 8              | 1            | 2                   | 0                    | 11    |
| 2    | Toni Kroos        | 5              | 2            | 1                   | 0                    | 8     |
| 3    | Daniel Carvajal   | 5              | 1            | 1                   | 0                    | 7     |
| 3    | Luka Modrić       | 7              | 0            | 0                   | 0                    | 7     |
| 4    | Casemiro          | 3              | 1            | 2                   | 0                    | 6     |
| 5    | Marcelo           | 2              | 0            | 3                   | 0                    | 5     |
| 5    | Federico Valverde | 5              | 0            | 0                   | 0                    | 5     |
| 6    | Vinícius Júnior   | 1              | 1            | 2                   | 0                    | 4     |
| 6    | Eden Hazard       | 3              | 0            | 1                   | 0                    | 4     |
| 7    | Ferland Mendy     | 3              | 0            | 0                   | 0                    | 3     |
| 7    | Rodrygo           | 1              | 0            | 2                   | 0                    | 3     |
| 8    | Gareth Bale       | 2              | 0            | 0                   | 0                    | 2     |
| 8    | Luka Jović        | 1              | 0            | 0                   | 1                    | 2     |
| 8    | James Rodríguez   | 1              | 1            | 0                   | 0                    | 2     |
| 8    | Isco              | 2              | 0            | 0                   | 0                    | 2     |
| 9    | Raphael Varane    | 1              | 0            | 0                   | 0                    | 1     |
| 9    | Luka Modrić       | 1              | 0            | 0                   | 0                    | 1     |
| 9    | Lucas Vázquez     | 1              | 0            | 0                   | 0                    | 1     |
| 9    | Marco Asensio     | 1              | 0            | 0                   | 0                    | 1     |
| 9    | Brahim Díaz       | 0              | 1            | 0                   | 0                    | 1     |

(Les chiffres ci-dessus ne sont valables que pour les matchs officiels)
- Récapitulatif des passeurs madrilènes lors des matchs amicaux de la saison 2019-2020 :
  - 2 passes : Marcelo
  - 1 passe : Vinícius, Kroos, Vázquez, Benzema

## Joueur du mois
Le joueur ayant le plus de nominations est nommé Joueur de la saison du Real Madrid.
Avec 3 nominations, Karim Benzema est le Joueur de la saison du Real Madrid.
| Août                                                                   | Karim Benzema     | [ 24 ] |
| Septembre                                                              | Karim Benzema     | [ 25 ] |
| Octobre                                                                | Karim Benzema     | [ 26 ] |
| Novembre                                                               | Federico Valverde | [ 27 ] |
| Décembre                                                               | Federico Valverde | [ 28 ] |
| Janvier                                                                | Casemiro          | [ 29 ] |
| Février                                                                | Vinícius Júnior   | [ 30 ] |
| Les mois de Mars et Avril annulés en raison de la pandémie du Covid 19 |                   |        |

## Récompenses et distinctions
Le 7 août 2019, Eden Hazard figure parmi la liste des 10 joueurs nommés pour remporter le prix The Best, Joueur de la FIFA .
Le 23 septembre 2019 lors des The Best FIFA Football Awards 2019, Sergio Ramos, Marcelo, Luka Modrić et Eden Hazard figurent parmi le FIFA/FIFPro World XI de l'année 2019.
Le 18 juillet 2020, Karim Benzema et Thibaut Courtois reçoivent leur trophée de Joueur du mois de Liga du mois de juin et janvier.
Le 29 juillet 2020, Karim Benzema reçoit son trophée du Joueur de la saison du Real Madrid.

## Autres statistiques

### Affluence
Affluence du Real Madrid à domicile